# فرشاد اسدی
فرشید اسدی (۱۳۷۲ – ۲۹ دی ۱۴۰۳)، شهروند ایرانی و عامل تیراندازی در کاخ دادگستری تهران و ترور دو قاضی در ایران به نام‌های محمد مقیسه و علی رازینی بود. وی در ۲۹ دی ۱۴۰۳ این دو قاضی بلندپایه جمهوری اسلامی را در دفتر کارشان در کاخ دادگستری تهران به ضرب ۶ گلوله به قتل رساند و سپس خودکشی کرد.
فرشید اسدی اهل شهرستان رزن،از کارکنان این مرکز قضایی بود ولی پس از انجام ترور ، نوع خدمت وی صراحتاً مشخص نشد و خبرهای ضد و نقیضی از طرف مقامات مسئول در رسانه‌ها منتشر شده است. برخی منابع ادعا کرده‌اند که وی از محافظان امنیتی قضات بوده و مقامات حکومتی نمی‌خواهند به شکست امنیتی و رخنه به بدنه نظام اعتراف کنند. بر اساس گزارش ایران‌اینترنشنال، فرشید اسدی، آبدارچی دیوان عالی کشور بود.

## انجام ترور

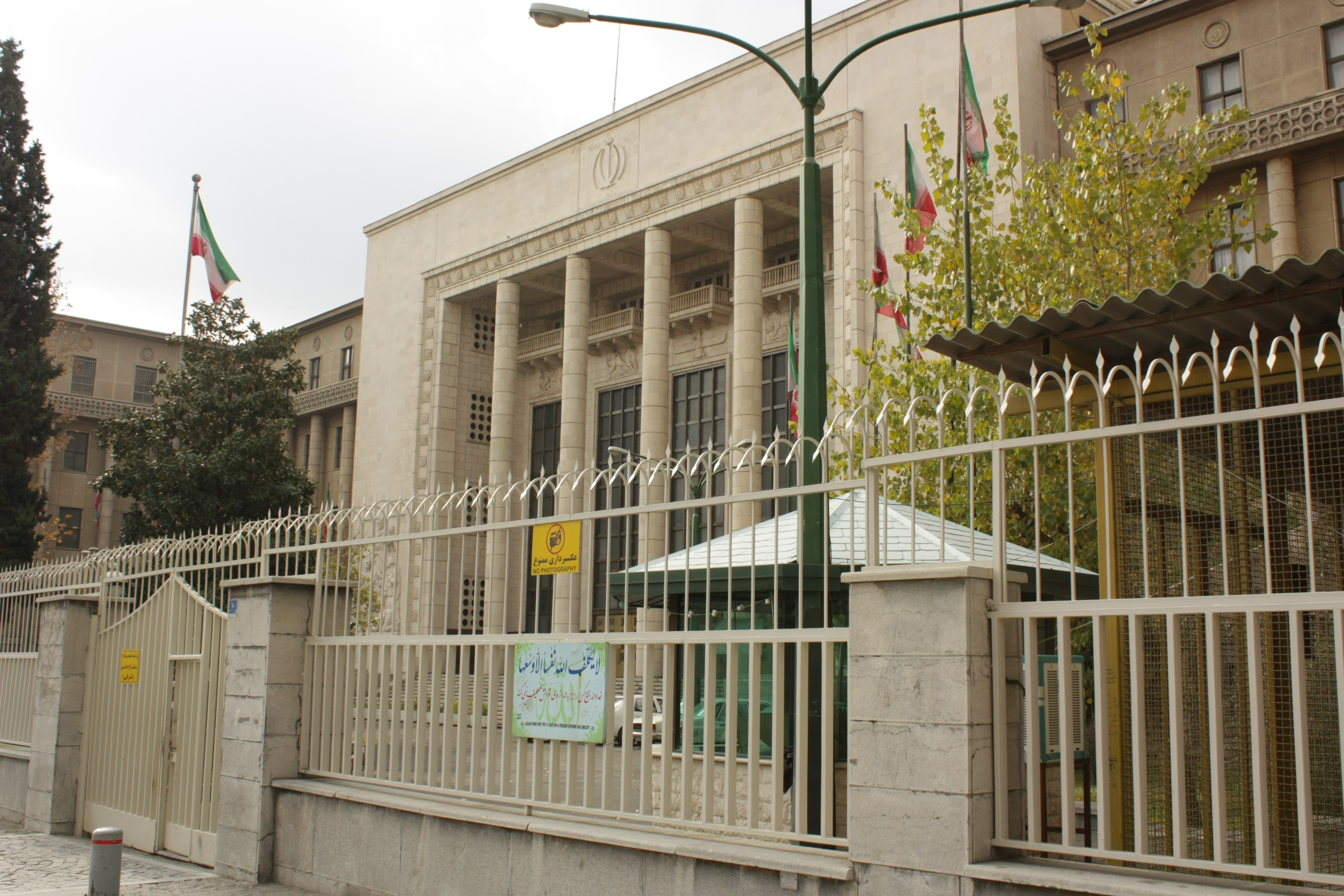
کاخ دادگستری تهران

فرشید اسدی از کارکنان خدماتی شاغل در دیوان عالی کشور واقع در کاخ دادگستری در تهران بود و سابقه ۱۰ سال خدمت در این مجتمع قضایی را داشت. وی در حدود ساعت ۱۰ و ۴۰ دقیقه صبح روز شنبه ۲۹ دی و با نقشه قبلی به محل دفتر کار این دو قاضی در طبقه همکف ساختمان رفت و علی رازینی و محمد مقیسه و محافظ شخصی آنها را با ۶ گلوله اسلحه کمری هدف قرار داد. در این اقدام دو قاضی بلافاصله کشته و مأمور محافظ مجروح شد. سپس وی به طبقه سوم ساختمان رفت و با شلیک گلوله به قلبش به زندگی خود پایان داد. انگیزه و هدف وی از این اقدام مشخص نشده است.
اولین سابقه ترور در کاخ دادگستری تهران در ۲۰ اسفند ۱۳۲۴ توسط افراد گروه «فدائیان اسلام» رخ داد که در جریان آن سیّد احمد کسروی، تاریخ‌نگار، زبان‌شناس، پژوهشگر، حقوق‌دان و اندیشمند ایرانی و منشی‌اش، [سید محمدتقی حدادپور] در اتاق بازپرسی ساختمان کاخ دادگستری تهران «به ضرب گلوله و ۲۷ ضربه چاقو» کشته شدند.

## واکنش‌ها

### ایران
- مصطفی پورمحمدی، سیاستمدار و از مقام‌های امنیتی پیشین (وزیر کشور و وزیر دادگستری) و دبیرکل جامعه روحانیت مبارز در مصاحبه‌ای تلویزیونی اظهار کرد: «... قاتل از مدتی قبل تلاش داشته با کارکنان مجتمع حس صمیمیت ایجاد کند و سوالاتی در مورد پرونده‌ها و محل ارجاع پرونده‌های سازمان منافقین می‌کرده است. ضارب دنبال افراد خاصی بوده است. حتماً منافقین در این ترور دست دارند…».[۹]
- ناصر رضوی از مأموران سابق وزارت اطلاعات جمهوری اسلامی ایران نیز در مصاحبه ای با انصاف نیوز ضمن رد اظهارات برخی از افراد در خصوص ارتباط عامل ترور با سازمان مجاهدین خلق بیان کرد: «همکاران ما به این نتیجه رسیده‌اند که این رخداد و عامل آن هیچ ارتباطی به «سازمان منافقین» نداشته است».

رضوی که از مسئولان اطلاعاتی امنیتی در نهادهای کلیدی ایران بوده و بیش از ۳۰ سال در مبارزه با سازمان مجاهدین خلق را گذرانده است همچنین عنوان کرده است: «... در این نوع پرونده‌ها فشار زیادی وجود دارد که ترور به «سازمان» [مجاهدین خلق] منسوب شود زیرا انتساب عامل قتل به «منافقین» نوعی امتیاز برای مقتولان محسوب می‌شود.» وی در ادامه ادعا کرده است: «… این فرد افسردگی داشت و رسته‌اش نیز از اداری به خدماتی تغییر کرده بود و در نتیجه با کسر حقوق مواجه شده بود. او که به این جهت عصبی بود در روز حادثه پس از آقایان مقیسه و رازینی به سراغ آقای نیری رفته اما با محافظ درگیر و در نهایت کشته می‌شود… این قتل سیاسی نبود…».
پس از انتشار مصاحبه ناصر رضوی، مرکز رسانه قوه قضاییه نسبت به اظهارات وی واکنش نشان داد و ضمن اعلام جرم دادستانی تهران علیه وی اعلام کرد، که برای وی پرونده قضایی تشکیل شده است و ادعاهای مطرح شده ارتباطی با تحقیقات قضایی پرونده ندارد و به دور از واقعیت است

## فضای مجازی
پس از اعلام خبر رسمی از سوی مقامات جمهوری اسلامی و نیز برخی اخبار تأیید نشده مبنی بر این که عامل سوءقصد روز ۲۹ دی در کاخ دادگستری از پرسنل خدماتی مجتمع قضایی و آبدارچی بوده است، بسیاری از کاربران ایرانی فضای مجازی در واکنش به این رویداد با به راه انداختن چندین هشتگ مانند: [#آبدارچی_قهرمان]، این اقدام آبدارچی عامل ترور را تحسین کرده و ستودند و با دستمایه قرار دادن عنوان [آبدارچی] برای طنز، هشتگ‌های دیگری مانند [#وعده آبدارچی۲] را با هدف کنایه به دو حمله موشکی ایران به اسرائیل که طرفداران حکومتی به نام عملیات وعده صادق ۱ و ۲ می‌نامند، ترند کردند. همچنین بسیاری کاربران ضمن تجلیل از این فرد که توانست باعث مرگ دو تن از کسانی بشود که از عاملان اعدام‌های دسته‌جمعی تابستان ۱۳۶۷ ایران شناخته می‌شوند، پیشنهاد دادند که زین پس روز ۲۹ دی ماه هر سال با عنوان روز آبدارچی در تقویم مبارزات علیه حکومت جمهوری اسلامی ایران نامگذاری شود.